# St. Petersburg Open 1999 - Qualificazioni doppio
Le qualificazioni del doppio  dello  St. Petersburg Open 1999 sono state un torneo di tennis preliminare per accedere alla fase finale della manifestazione. I vincitori dell'ultimo turno sono entrati di diritto nel tabellone principale. In caso di ritiro di uno o più giocatori aventi diritto a questi sono subentrati i lucky loser, ossia i giocatori che hanno perso nell'ultimo turno ma che avevano una classifica più alta rispetto agli altri partecipanti che avevano comunque perso nel turno finale.
Le qualificazioni del doppio del torneo St. Petersburg Open 1999 prevedevano 4 coppie partecipanti di cui una è entrata nel tabellone principale.

## Teste di serie
1. Álex Calatrava /  Guillermo Cañas (primo turno)

1. Jan Apell /  Lars Burgsmüller (ultimo turno)

## Qualificati
1. Sébastien Grosjean  /   Cyril Saulnier

## Tabellone

### Legenda
| - Q = Qualificato - WC = Wild card - LL = Lucky loser | - ALT = Alternate - SE = Special Exempt - PR = Protected Ranking | - w/o = Walkover - r = Ritirato - d = Squalificato |

|  | Primo turno | Primo turno                         | Primo turno                         | Primo turno | Primo turno |  |  | Ultimo turno | Ultimo turno                      | Ultimo turno                      | Ultimo turno | Ultimo turno |  |
|  |             |                                     |                                     |             |             |  |  |              |                                   |                                   |              |              |  |
|  |             | Sébastien Grosjean Cyril Saulnier   | Sébastien Grosjean Cyril Saulnier   | 6           | 6           |  |  |              |                                   |                                   |              |              |  |
|  | 1           | Álex Calatrava Guillermo Cañas      | Álex Calatrava Guillermo Cañas      | 4           | 2           |  |  |              | Sébastien Grosjean Cyril Saulnier | Sébastien Grosjean Cyril Saulnier | 6            | 7            |  |
|  | 2           | Jan Apell Lars Burgsmüller          | Jan Apell Lars Burgsmüller          | 6           | 6           |  |  | 2            | Jan Apell Lars Burgsmüller        | Jan Apell Lars Burgsmüller        | 2            | 6            |  |
|  |             | Sergei Gainidinov Konstantin Pugaev | Sergei Gainidinov Konstantin Pugaev | 0           | 1           |  |  |              |                                   |                                   |              |              |  |